# Sint-Vituskerk (Wünschendorf)
De Sint-Vituskerk (Kirche St. Veit) is een protestants kerkgebouw in het stadsdeel Veitsberg in de gemeente Wünschendorf/Elster in het Landkreis Greiz, Thüringen.

## Geschiedenis

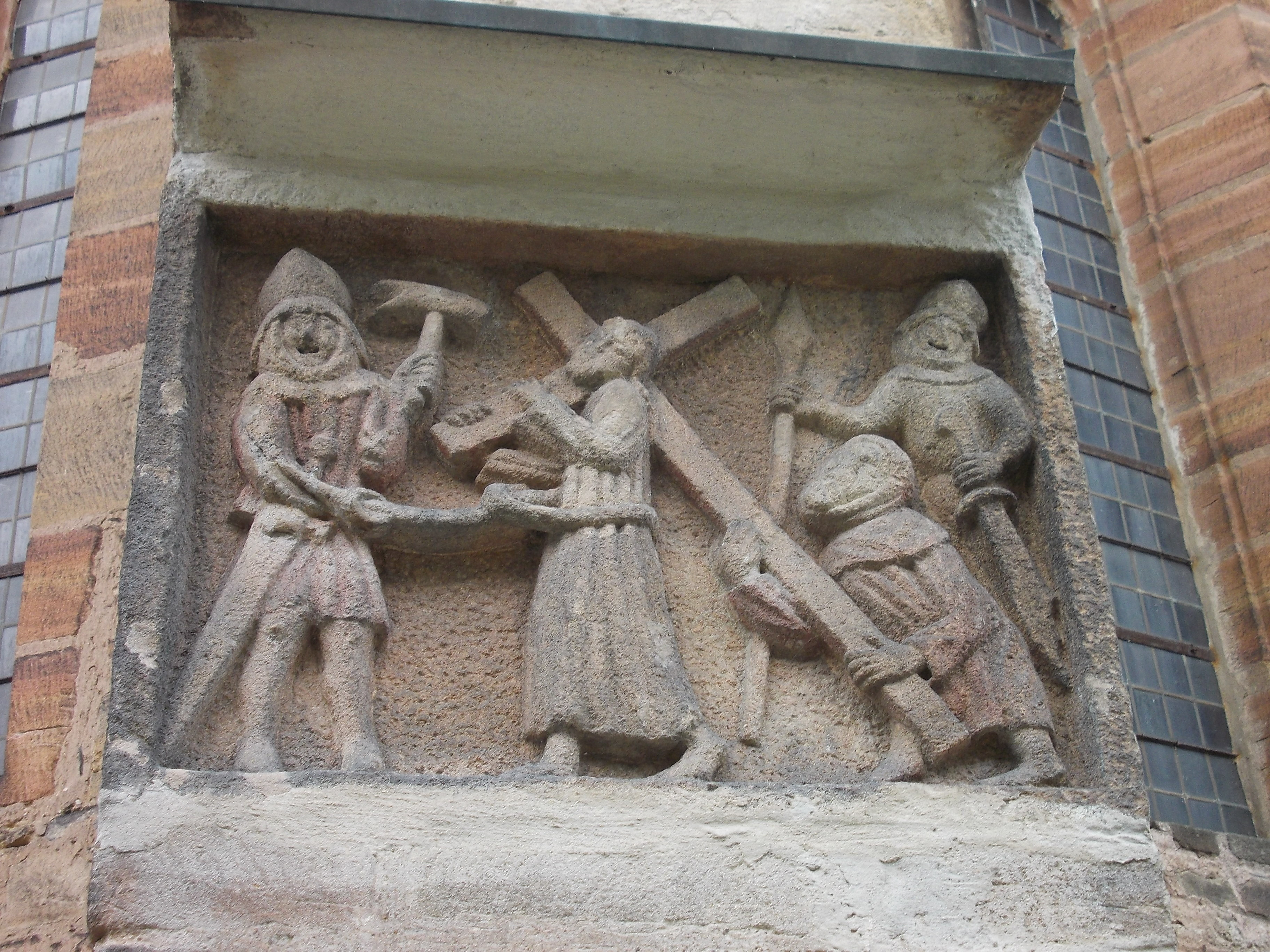
Reliëf Kruisdraging

De aan Vitus gewijde kerk is al meer dan 1000 jaar oud. Het is de oudste kerk van een voormalige burgtward (burchtward), een Saksische aanduiding voor een nederzettingsvorm, waarin de burcht het centrale punt is van een groter gebied met een aantal dorpen. Het versterkte centrum diende voor bescherming bij aanvallen en ook als een administratief centrum voor de inning van de belastingen, de Kerk, en het gerecht.
Volgens de overlevering stamt de huidige Sint-Vituskerk van de burchtkapel uit het jaar 974. De tegenwoordig als doopkapel gebruikte ruimte in het noordoostelijk deel van de kerk is nog een restant uit deze tijd. Vroeger was het gebouw de parochiekerk van veel dorpen uit de omgeving alsmede een bedevaartsoord voor talrijke pelgrims. Tegenwoordig is de kerk het lutherse godshuis voor meerdere gemeenten.
Tot in de 17e eeuw werd de kerk verbouwd en vergroot. Het resultaat is een gebouw dat meerdere bouwstijlen vertegenwoordigt. De massieve westelijke klokkentoren is een opvallend bouwdeel van de kerk. Het laatgotische portaal stamt oorspronkelijk uit het Klooster Mildenfurth en werd in de 16e eeuw in de Vituskerk ingebouwd. De oostelijke travee wordt aan de buitenzijde door vijf steunberen ondersteund, waaraan reliëfs zijn aangebracht. Ze stellen het Gebed op de Olijfberg, de Geseling, de Kruisdraging, de Kruisiging en de Opstanding van Christus voor en stammen uit 1360.
De sacristie is een rond 1360 bij een vergroting van de kerk geïntegreerde muurtoren van de vervallen burcht.

## Interieur
De kerk heeft een bezienswaardig interieur.
De ramen in het koor zijn zeer oud en de oudste delen dateren nog uit de tijd van de kerkwijding (21 oktober 1168). Ze betreffen een voorstelling van een zegenende Christus en één van een vorst met in zijn hand drie bladeren. De delen behoren tot de weinig bewaard gebleven kleurige beglazingen uit deze vroege periode.
Op de galerijen zijn panelen aangebracht die Jezus en Zijn discipelen uitbeelden.
Het driedelige vleugelaltaar uit het atelier van Hans Tophers (circa 1480) is van bijzondere waarde. Centraal in een stralenkrans staat Maria met Jezus op haar arm en aan haar voet een halve maan, aan de linker kant staat de heilige Barbara en aan de rechter zijde de heilige Catharina. Op de achterkant bevinden zich de beeltenissen van heiligen en de patroonheilige Sint-Vitus met zijn attributen, een boek en een haan, en de martelaarspalm. Boven de drieluik bevindt zich het beeld van een zittende Man van Smarten in een stralenkrans.
Boven de zuidelijke ingang van de kerk is nog een zandstenen reliëf ingemetseld van Sint-Vitus in de olieketel. Het reliëf zou dateren uit de tijd van de inwijding van de kerk (1168).
In 1896 werd een tekst over de wijding van de kerk (tussen 1162-1170) blootgelegd. Voors zijn er muurschilderingen uit de 12 tot de 16e eeuw te bezichtigen.

## Afbeeldingen

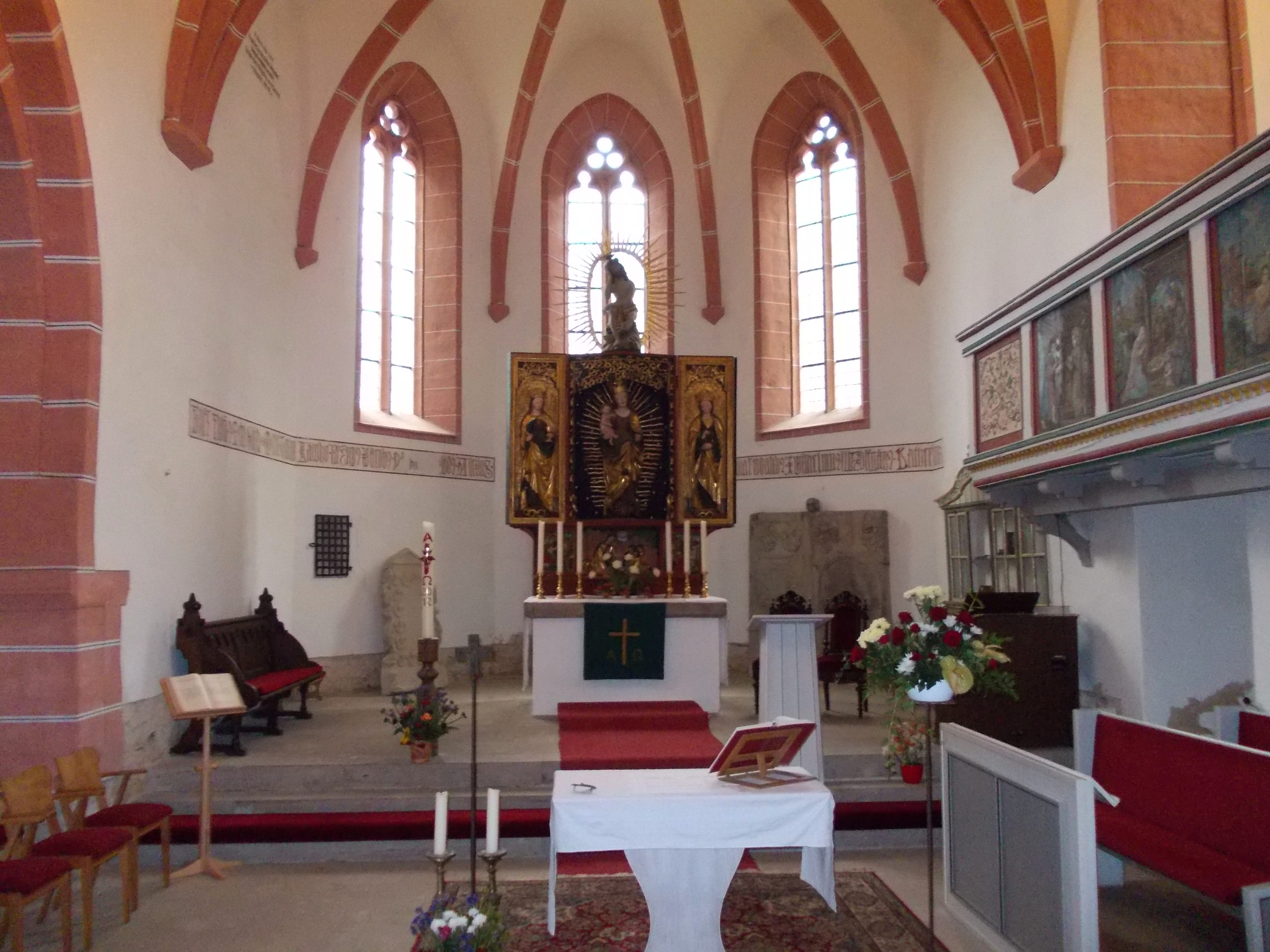
Koor
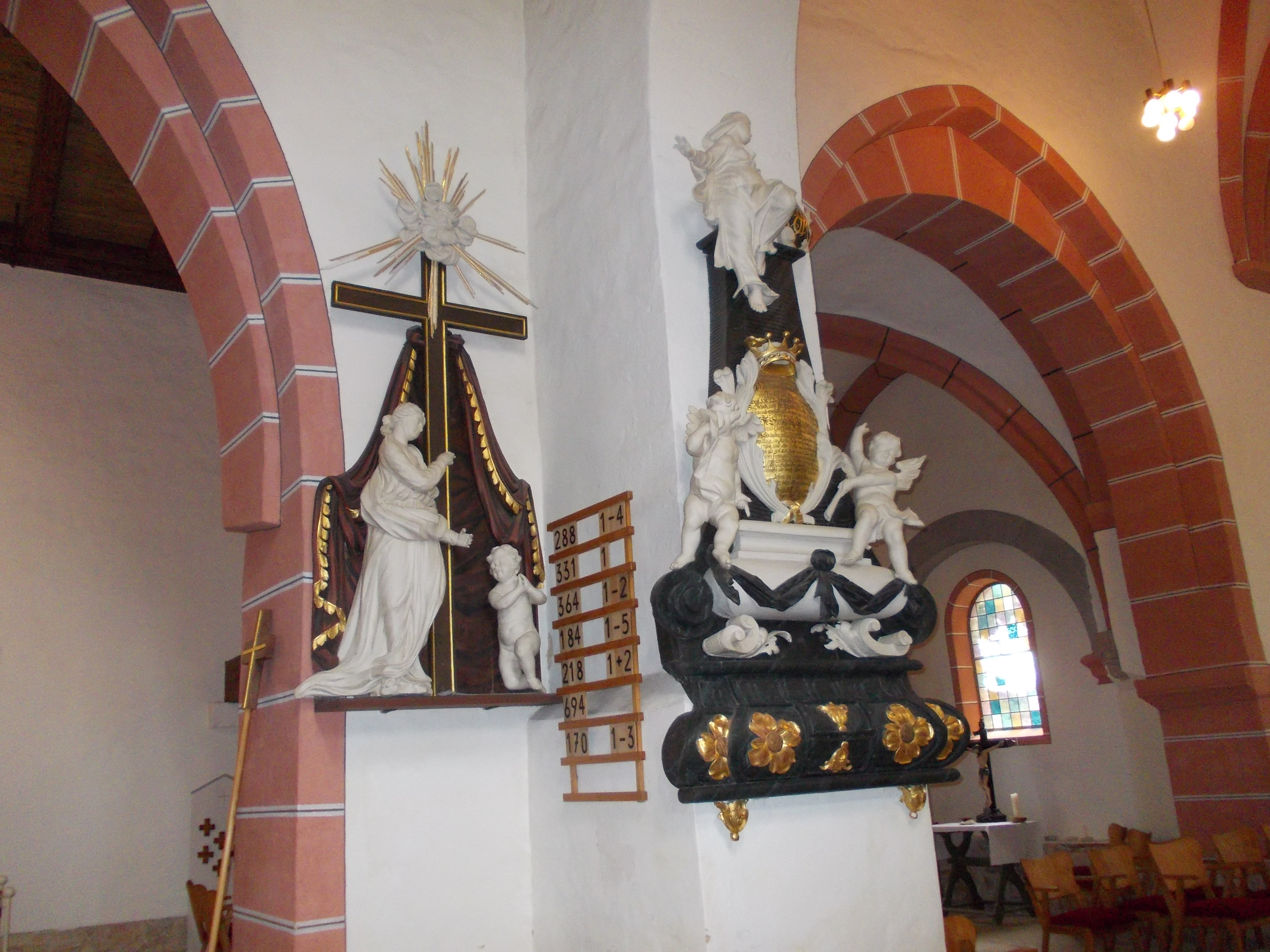
Noordzijde van het hoofdschip naast de Mariakapel
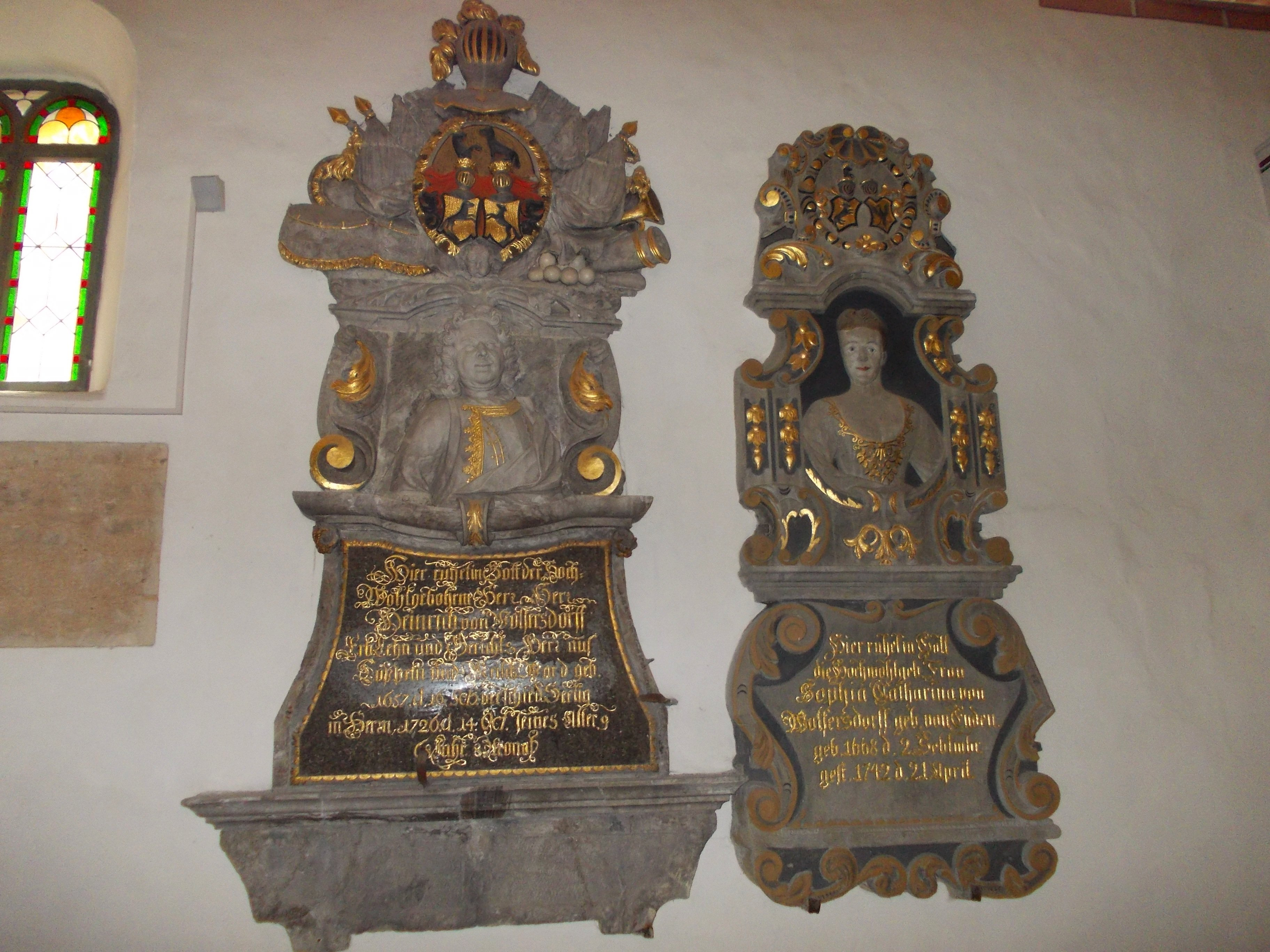
Epitafen
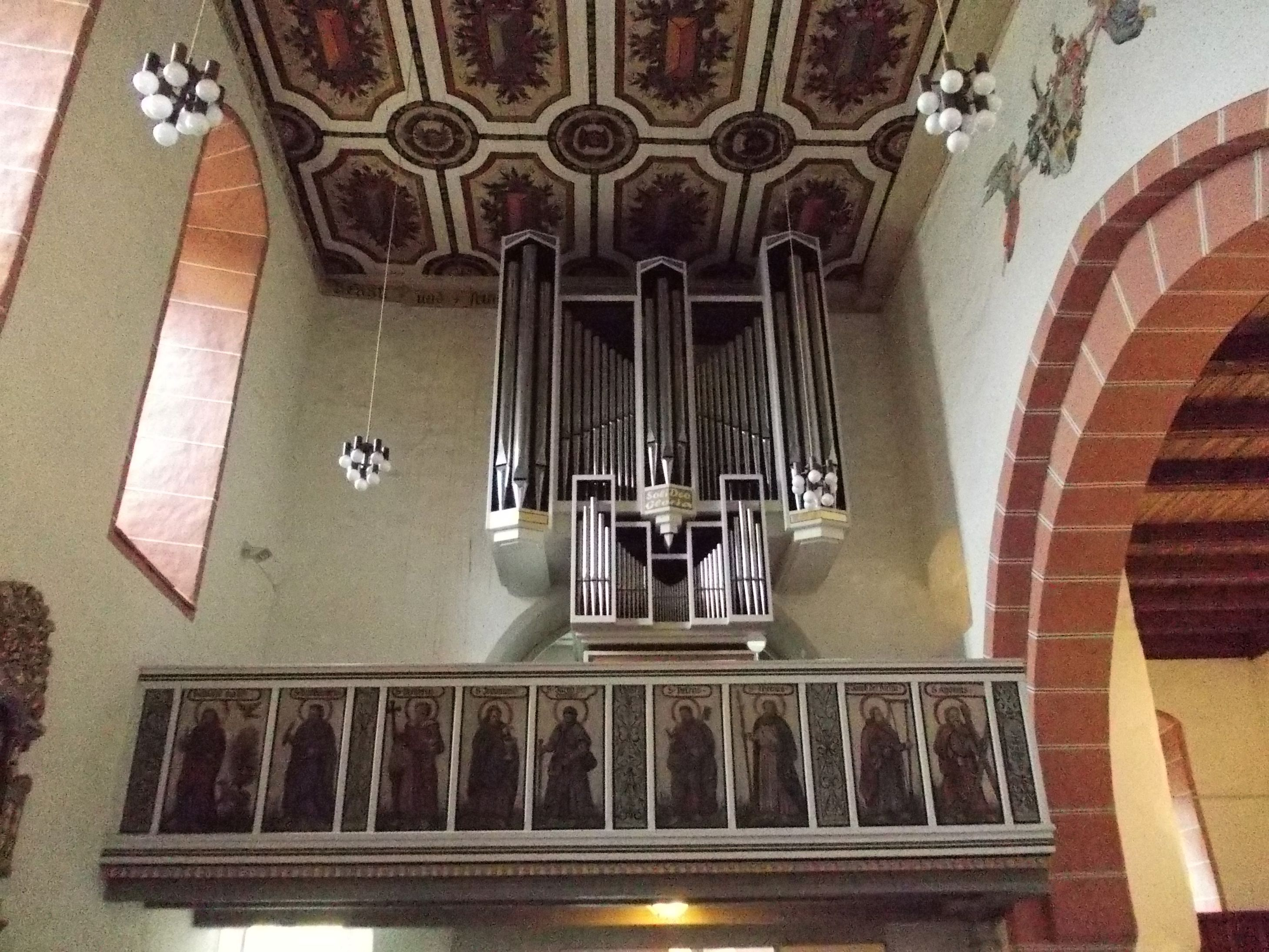
Orgelgalerij
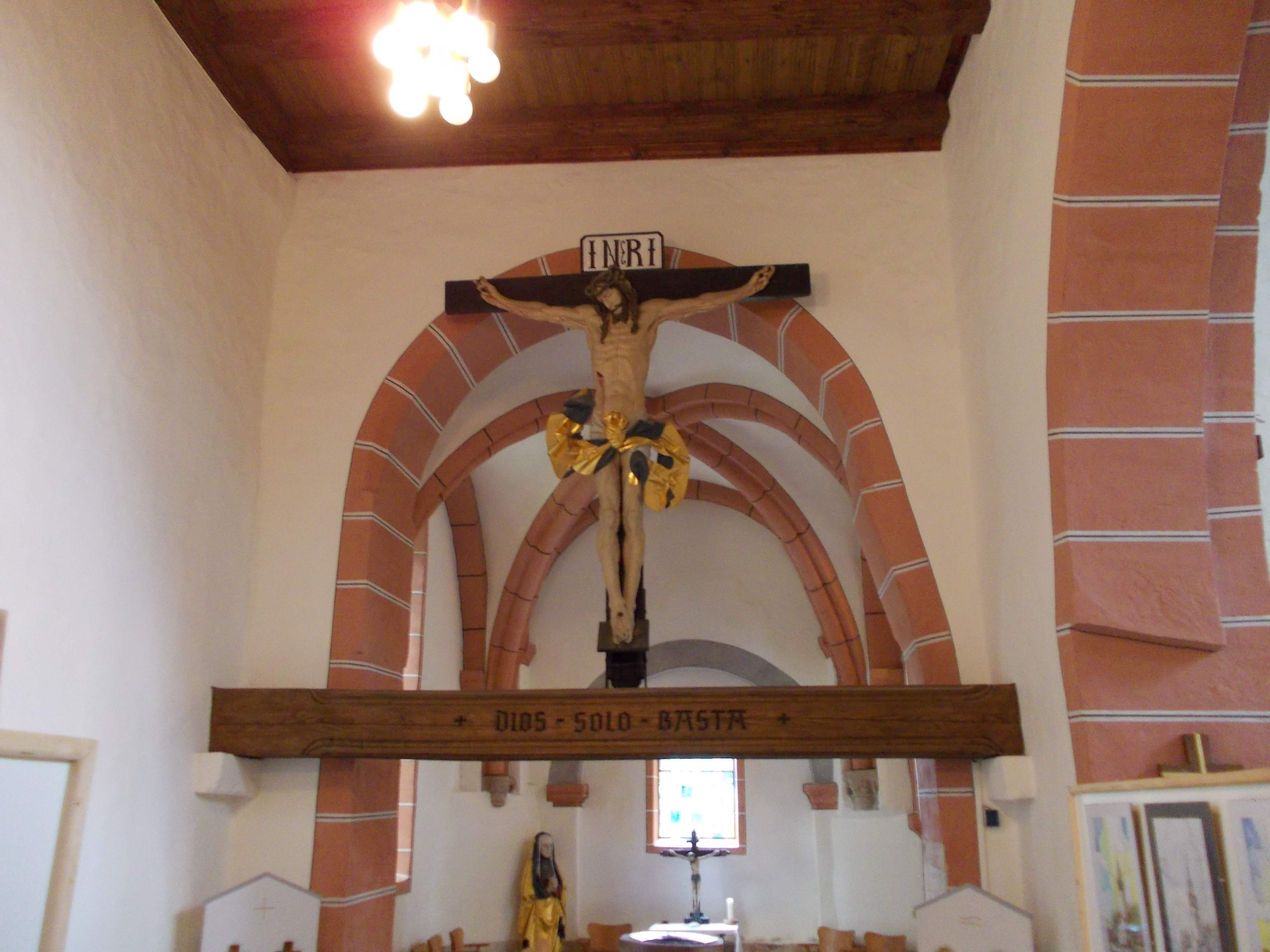
Triomfkruis